# 金平樫木
金平樫木（学名：Dysoxylum kanehirai）为楝科樫木属下的一个种。

## 扩展阅读
- 維基物種上的相關：金平樫木